# Триоксоплатинат(IV) бария
Триоксоплатинат(IV) бария — неорганическое соединение,
двойной оксид платины и бария
с формулой BaPtO3,
кристаллы,
образует кристаллогидраты.

## Получение
- Реакция диоксида платины и диоксида бария в кислородной атмосфере под давлением:

{\displaystyle {\mathsf {2PtO_{2}+2BaO_{2}\ {\xrightarrow {T}}\ 2BaPtO_{3}+O_{2}\uparrow }}}
- Разложение гексагидроксоплатината(IV) бария при нагревании в кислородной атмосфере:

{\displaystyle {\mathsf {Ba[Pt(OH)_{6}]\ {\xrightarrow {500-700^{o}C}}\ BaPtO_{3}+3H_{2}O}}}

## Физические свойства
Триоксоплатинат(IV) бария образует кристаллы
гексагональной сингонии,
параметры ячейки a = 0,564 нм, c = 2,744 нм
.
Образует кристаллогидрат состава BaPtO3•4 H2O - жёлтые кристаллы.